# 拉米莱斯
拉米莱斯（法語：La Milesse，法語發音：[la milɛs]）是法国萨尔特省的一个市镇，属于勒芒区。

## 地理
拉米莱斯（48°3'53"N, 0°8'8"E）面积10.41 平方千米，位于法国卢瓦尔河地区大区萨尔特省，该省份为法国西北部内陆省份，北起顺时针与奥恩省、厄尔-卢瓦省、卢瓦-谢尔省、安德尔-卢瓦尔省、曼恩-卢瓦尔省和马耶讷省接壤，是法国大西部的入口，连接卢瓦尔河谷、布列塔尼和巴黎盆地。
与拉米莱斯接壤的市镇（或旧市镇、城区）包括：拉巴佐日、圣萨蒂南、特朗热、艾涅、拉沙佩勒圣欧班、拉沙佩勒圣弗赖、栋夫龙昂香槟。

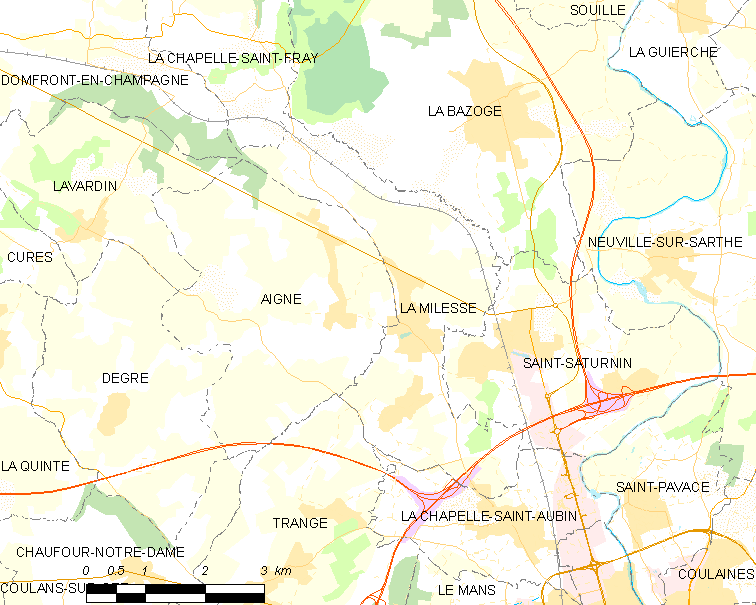
拉米莱斯的OSM定位图

拉米莱斯的时区为UTC+01:00、UTC+02:00（夏令时）。

## 行政
拉米莱斯的邮政编码为72650，INSEE市镇编码为72198。

## 政治
拉米莱斯所属的省级选区为勒芒第二县。

## 人口

1962-2008年间拉米莱斯人口变化图示

拉米莱斯于2022年1月1日时的人口数量为2631人。